# (400044) 2006 RH82
(400044) 2006 RH82 es un asteroide perteneciente al cinturón de asteroides, descubierto el 15 de septiembre de 2006 por el equipo del Spacewatch desde el Observatorio Nacional de Kitt Peak, Arizona, Estados Unidos.

## Designación y nombre
Designado provisionalmente como 2006 RH82.

## Características orbitales
2006 RH82 está situado a una distancia media del Sol de 2,613 ua, pudiendo alejarse hasta 2,968 ua y acercarse hasta 2,259 ua. Su excentricidad es 0,135 y la inclinación orbital 3,206 grados. Emplea 1543,58 días en completar una órbita alrededor del Sol.

## Características físicas
La magnitud absoluta de 2006 RH82 es 17,5.